# Eudorylas jenkinsoni
Eudorylas jenkinsoni är en tvåvingeart som beskrevs av Ernest F. Coe 1966. Eudorylas jenkinsoni ingår i släktet Eudorylas och familjen ögonflugor. Arten är reproducerande i Sverige. Inga underarter finns listade i Catalogue of Life.